# Coptosperma supra-axillare
Coptosperma supra-axillare är en måreväxtart som först beskrevs av William Botting Hemsley, och fick sitt nu gällande namn av J. Degreef. Coptosperma supra-axillare ingår i släktet Coptosperma och familjen måreväxter. Inga underarter finns listade i Catalogue of Life.